# Porzeczka czarna

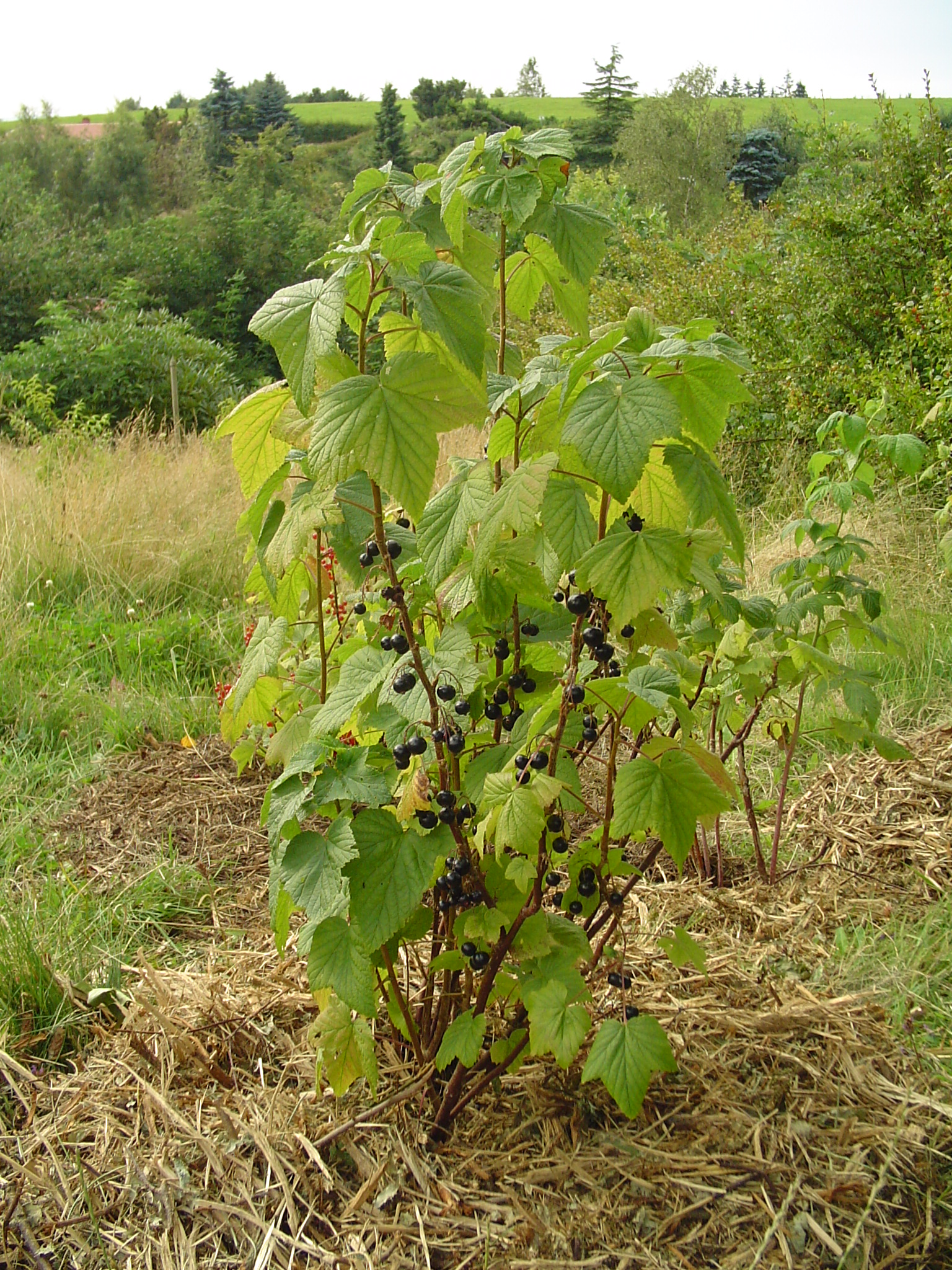
Pokrój krzewu w uprawie

Porzeczka czarna (Ribes nigrum L.) – gatunek rośliny należący do rodziny agrestowatych (Grossulariaceae). Pochodzi z obszarów Europy i Azji o umiarkowanym klimacie. W Polsce występuje w stanie dzikim na całym niżu i w pasie wyżyn. Jest również pospolicie uprawiany. Inne nazwy: smrodina, smrodynia, smrodyńki.
Uprawiana prawdopodobnie już w 1400 roku, początkowo w Holandii i Danii, a później także w Anglii i Francji.

## Morfologia
PokrójKrzew do 2 m wysokości. Liście, kwiaty i owoce pokryte są licznymi gruczołkami o specyficznym zapachu.
ŁodygaMłode gałązki owłosione.
LiścieDuże, dłoniaste, 3-5 klapowe, w nasadzie ucięte lub sercowate, nierówno podwójnie piłkowane, nagie, pod spodem żywiczne gruczołki wydzielające silny, charakterystyczny zapach, za młodu na nerwach owłosione.
KwiatyObupłciowe, niepozorne, małe, zebrane w grona wielokwiatowe, na szypułkach dłuższych od podsadek. Dno kwiatowe głęboko miseczkowate, płatki czerwone, krótsze od działek, wzniesione, tak długie jak pręciki, których jest 5. Słupek jednokomorowy, dolny.
OwoceJagody, małe, czarne, słodkawe, z nieregularnymi gruczołkami.

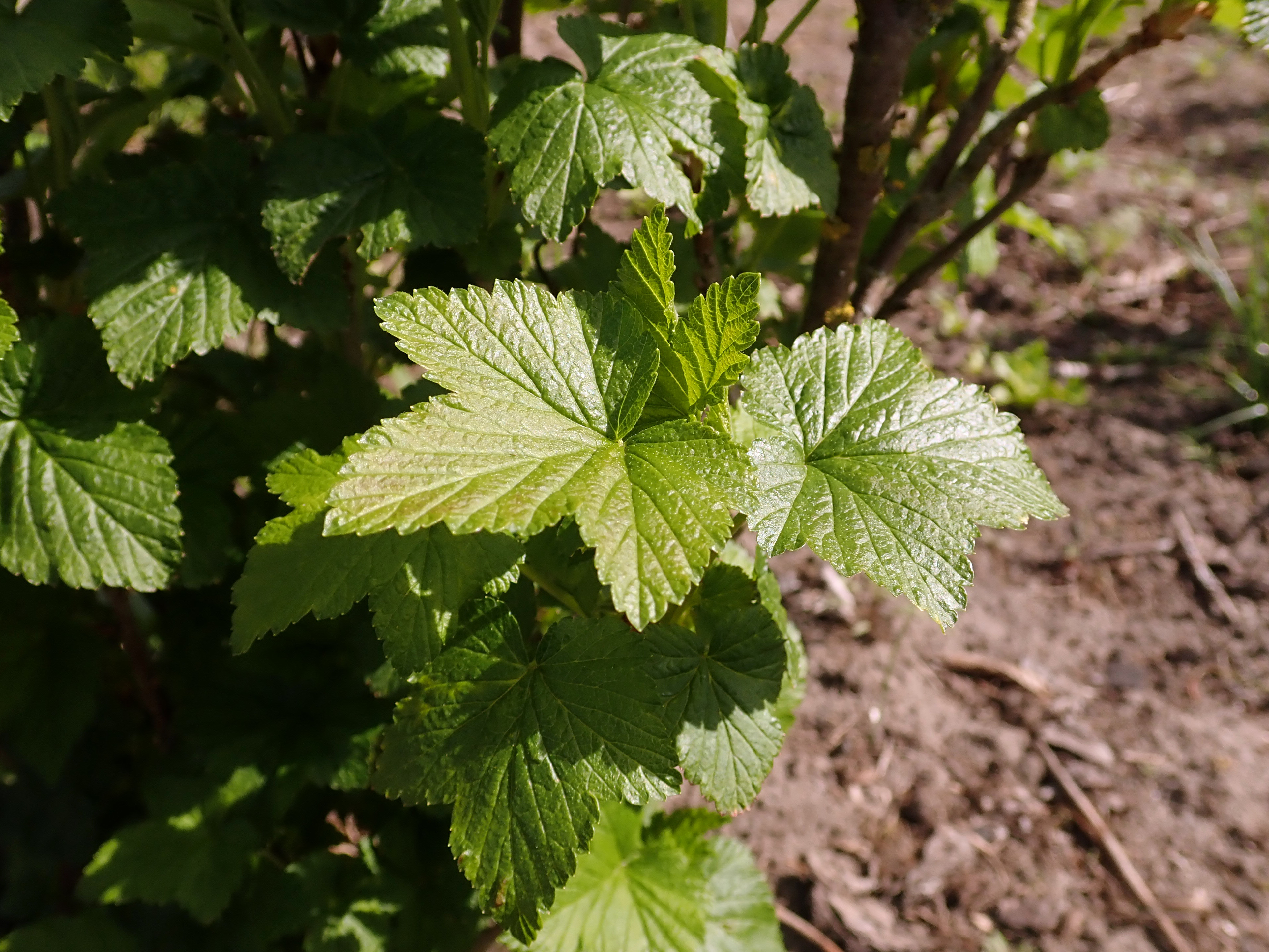
Liście
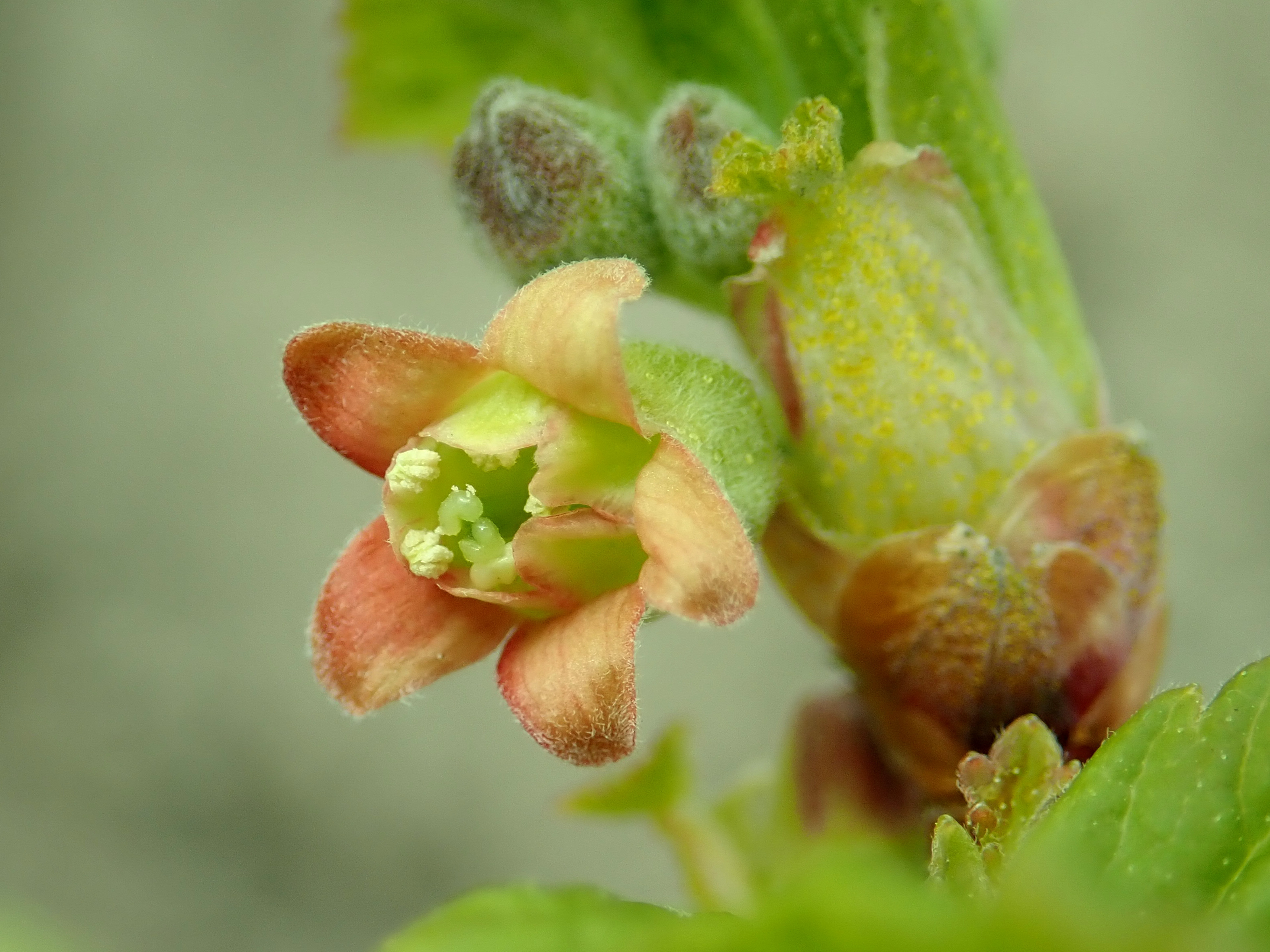
Kwiat
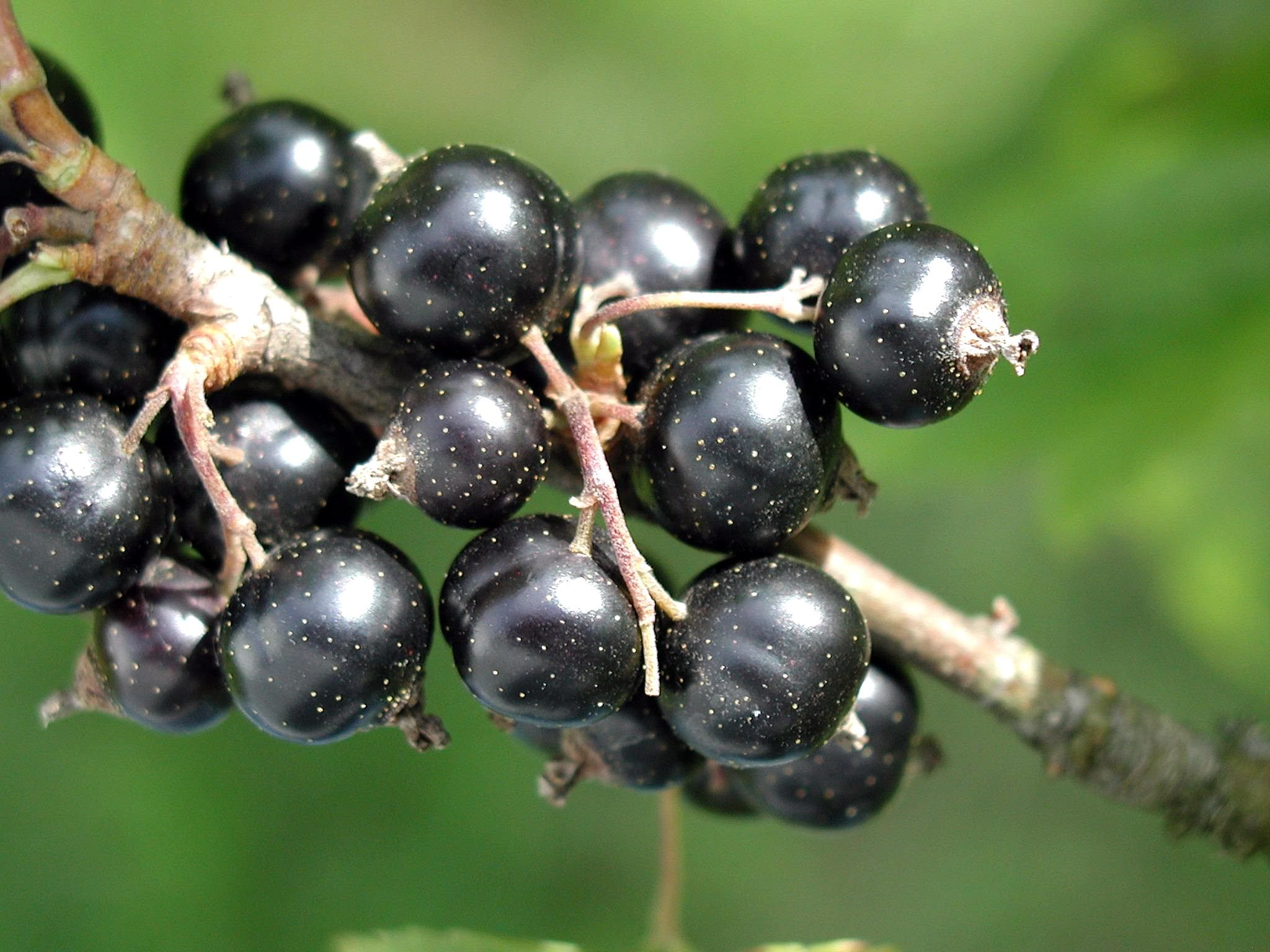
Owoce

## Biologia i ekologia
- Rozwój: Roślina wieloletnia, nanofanerofit. Kwitnie od kwietnia do maja, kwiaty równoczesne, zapylane przez błonkówki i muchówki[6].
- Siedlisko: nadrzeczne olszyny, wilgotne lasy.
- W klasyfikacji zbiorowisk roślinnych gatunek charakterystyczny dla Cl/O/All. Alnetea glutinosae[7].
- Liczba chromosomów 2n= 16[8].

## Zagrożenia i ochrona
Roślina objęta była w Polsce częściową ochroną gatunkową od 1957 roku na podstawie rozporządzeń wydawanych kolejno w latach: 1957, 1983, 1995, 2001, 2004 i 2012. Od 2014 roku nie podlega ochronie.
Zagrożenie dla dzikich populacji stanowi osuszanie podmokłych terenów, na których występuje, a także wykopywanie roślin i ich pozyskiwanie do celów leczniczych. W Polsce występuje we wszystkich parkach narodowych na niżu, również w licznych rezerwatach przyrody.

## Zastosowanie

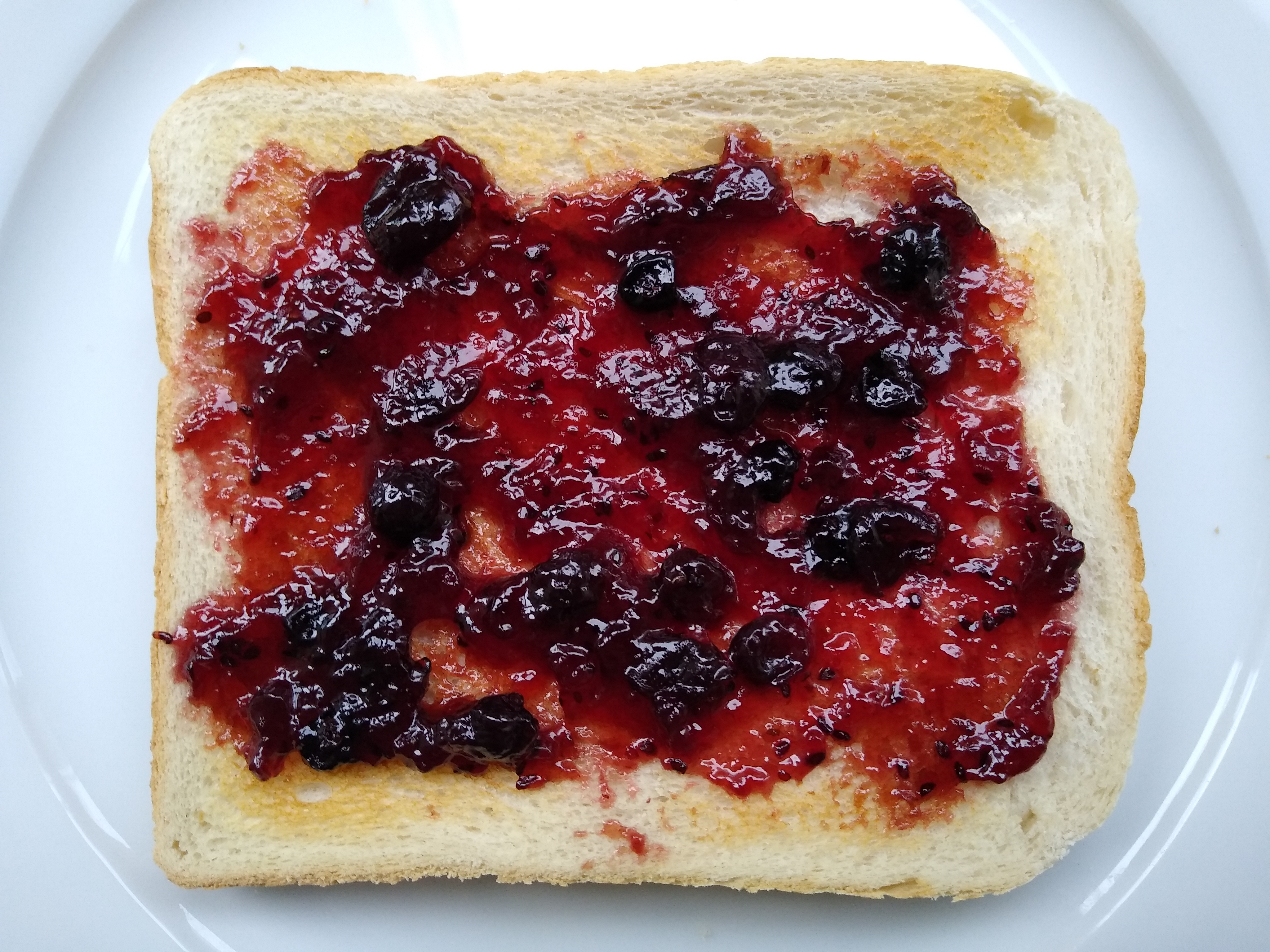
Kanapka z dżemem z czarnej porzeczki

- Roślina owocowa: na plantacjach daje cenne owoce nadające się do spożycia na świeżo i do przetworów: wina, galaretek, dżemów i soków. Nasiona są źródłem oleju o dużej zawartości wielonienasyconych kwasów tłuszczowych szeregów n-3 i n-6[5].
- Roślina ozdobna: wyhodowane odmiany ozdobne uprawiane są w ogrodach i parkach.
- Roślina lecznicza: surowcem są liście i owoce. Mają właściwości przeciwzapalne, moczopędne i napotne. Leczy się nimi schorzenia dróg moczowych i pęcherza, nieżyty żołądka i jelit, często z innymi ziołami. Owoce zawierają duże ilości witamin, szczególnie C i PP, w przetworach korzystnie wpływają na procesy przemiany materii i zwiększają odporność organizmu[17]. Owoce zawierają także dużą ilość argininy (117 mg/100 g), kwasu asparaginowego (204 mg/100 g) i glutaminowego (340 mg/100 g)[18].

## Choroby
- wirusowe: rewersja czarnej porzeczki, rozjaśnienie nerwów czarnej porzeczki, zielona cętkowana plamistość czarnej porzeczki
- wywołane przez lęgniowce i grzyby: amerykański mączniak agrestu, antraknoza liści porzeczek, biała plamistość liści porzeczek, gruzełek cynobrowy, huba porzeczki, opieńka miodowa, pierścieniowa zgnilizna podstawy pędu porzeczki, rdza porzeczki, rdza wejmutkowo-porzeczkowa[19].